# グレゴール・シュトラッサー
グレゴール・シュトラッサー（Gregor Strasser または Straßer, 1892年5月31日 - 1934年6月30日）は、ドイツの軍人、政治家。国家社会主義ドイツ労働者党（以下ナチ党）の全国指導者で同党の初期の幹部。陸軍の最終階級は中尉。
ナチ党がミュンヘン一揆の失敗により禁止された時期にナチ党の偽装政党「国家社会主義自由運動」で頭角を現し、ナチ党再結党後に党首アドルフ・ヒトラーより北部ドイツのナチ党の再建を任された。その後、党中央で全国宣伝指導者や全国組織指導者を務めた。実弟オットー・シュトラッサーと並び、ナチス左派を代表する人物であったが、保守派のヒトラーから疎まれてやがて実権を喪失した。1932年12月には独断で首相クルト・フォン・シュライヒャーと接触したため、党役職の辞職に追い込まれた。さらにナチ党の政権獲得後に長いナイフの夜事件において粛清された。

## 生涯

### 前半生

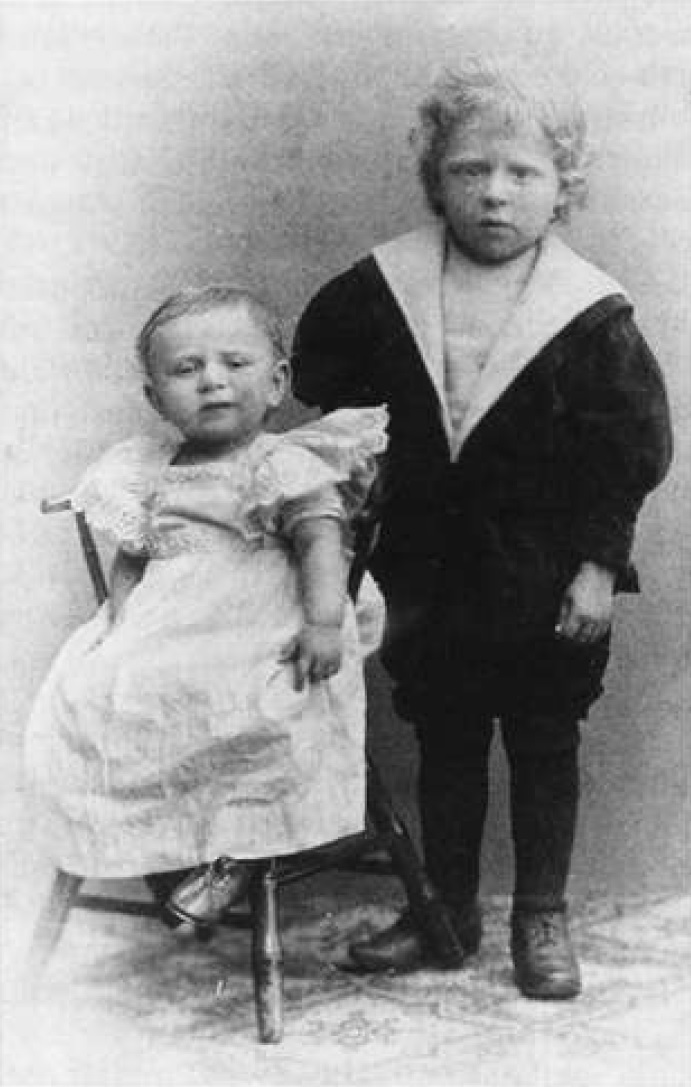
幼少期の写真(1897年撮影) 右がグレゴール左が弟パウル

1892年、ドイツ帝国首都バイエルン王国ガイゼンフェルト (Geisenfeld) のカトリック家庭に生まれる。
ミュンヘン大学で薬学を学んでいたが、第一次世界大戦の開戦とともに第1バイエルン野戦砲兵連隊に入隊した。大戦中に中尉まで昇進し、一級鉄十字章と二級鉄十字章を受けた。
戦後、エアランゲン・ニュルンベルク大学に入学して薬学の勉学を再開。1919年にはバイエルンで組織されたフランツ・フォン・エップ大佐率いる「エップ義勇軍」に参加した。のちの親衛隊全国指導者ハインリヒ・ヒムラーは義勇軍時代にシュトラッサーの副官をしていた。薬剤師試験に合格した後にランツフートで薬剤師として働いた。

### ナチ党入党
1920年に突撃隊からナチ党に入党。1921年にヒトラーとエーリヒ・ルーデンドルフ将軍の面識を得る。
1923年11月のミュンヘン一揆には突撃隊の一隊を率いて参加した。一揆の失敗後に裁判にかけられ、1年半の禁固刑を受けたが、1924年5月に仮釈放される。

### ミュンヘン一揆後
ヒトラーがランツベルク刑務所で服役中、ヒトラーを代理するのはアルフレート・ローゼンベルクだったが、エーリヒ・ルーデンドルフ将軍はローゼンベルクを疎み、逆にシュトラッサーを気に入っていた。そのため1924年6月12日にドイツ民族自由党とナチ党残党勢力が合流して「国家社会主義自由運動」が創設された際にはその全国執行部にはルーデンドルフ、シュトラッサー、およびドイツ民族自由党党首のアルブレヒト・フォン・グレーフェの3人が入ることとなった。国家社会主義自由運動の活動と宣伝は主としてシュトラッサーとエルンスト・レームが指導していた。1924年12月7日の国会選挙で国会議員に当選した。
1924年12月20日にヒトラーはランツベルク刑務所を出獄し、ルーデンドルフ将軍やドイツ民族自由党と袂を分かって、1925年2月27日に「ビュルガーブロイケラー」でナチ党再結成を宣言した。ルーデンドルフやドイツ民族自由党とともに活動してきたシュトラッサーはこの再結党式に参加しなかったが、まもなくシュトラッサーもドイツ民族自由党との関係を清算して、ヒトラーを党首として受け入れることに同意した。

### 北西ドイツのナチ党の指導
1925年3月11日にヒトラーはシュトラッサーに北西ドイツでのナチ党組織の再建を委任した。
シュトラッサーはヴェストファーレン、ラインラント北部、ハノーファー、シュレースヴィヒ＝ホルシュタインに大管区指導者を設置させた。シュトラッサー自らはニーダーバイエルン＝オーバープファルツ大管区指導者に就任した。シュトラッサーの求めに応じてヒトラーは大管区指導者に広範な権限を与えた。
南ドイツではミュンヘン一揆後に支部数が減少したが、北ドイツではむしろ支部数が増加した。増加した支部は北ドイツに強い力を持っていたドイツ民族自由党からナチ党へ移った者たちによって設立されたものであった。一揆前はバイエルンに限られていたナチ党は北西ドイツに勢力を広げた。しかし北西ドイツではバイエルンと異なり、毒々しい反ユダヤ主義はあまり支持を得られなかった。代わりに社会問題に対する明確な態度を取ることが必要であった。シュトラッサーと弟のオットー、ヨーゼフ・ゲッベルス、カール・カウフマンなど北西ドイツのナチ党指導部は反資本主義思想を強め、ヒトラーらミュンヘンの党本部と対立を深めた。
1925年10月9日にはシュトラッサーとゲッベルスが中心となり、「北西ドイツ大管区活動協同体 Arbeitsgemeinschaft der nord- und nordwestdeutschen Gaue der NSDAP」(略称NSAG)が創設された。これは北西ドイツの大管区指導者の合議体でヒトラーが率いるミュンヘン党本部（特に党宣伝部長ヘルマン・エッサー）に対抗するものであった。しかしこれは北ドイツ大管区の緩やかな統合組織でしかなく、当初より不統一さがあった。一方の南部ドイツの大管区はミュンヘン党中央のヒトラーの下に中央集権で強固に固まっていた。北のシュトラッサーが南のヒトラーの権力に常に及ばなかったのはこのためである。
さらに党中央のマックス・アマンが管理するフランツ・エール出版に対抗するため、1926年3月1日に「闘争出版社」(Kampfverlag) という出版会社を立ち上げた。この出版社は17紙あるナチ党の新聞のうち7紙を担当した。同出版社は、ハーケンクロイツの上に社会主義を表すハンマーと国家主義を示す剣を組み合わせるシンボルマークを使用しており、北部の社会主義的な傾向がよく表れていた。同社はまもなく週刊誌『国家社会主義通信』(NS-Brief) を発行した。
1925年末には弟オットーやゲッベルスらとともに新しい党綱領案を作成した。これは国家社会主義理論の強化のため現行党綱領を詳述化したものだった。あくまで詳述化であり、綱領の根本原理を修正した物ではなかったが、ヒトラーは党首である自分に相談もなく北西ナチスが勝手に新綱領案を作ったことに激怒した。またヒトラーが考えるところでは党綱領は融通自在に解釈できるよう簡潔で抽象的でなければならず、綱領の詳述化は運動の戦術の自由を縛ってしまうものに他ならなかった。
シュトラッサーは、この新綱領案への承認を求めるために翌1926年1月25日にハノーファーにおいて北西ナチスの大管区指導者たちを招集した（ハノーファー会議）。この会議にヒトラーは出席せず、ゴットフリート・フェーダーを代理で送った。ヒトラー本人が出席しなかったこともあって、会議は終始グレゴール優位に進んだ。フェーダーは「ヒトラーも私もこの綱領案を認めるつもりはない」と主張したものの彼とロベルト・ライを除く全員が綱領案に賛成した。また会議では共産党が提案していた皇室財産没収法案についても論じられた。シュトラッサーは没収に賛成していたが、ヒトラーは反対していた。フェーダーは「この法案はユダヤ人のペテンであるとヒトラーは主張している」と訴えたものの、野次り倒された。さらにゲッベルスが立ち上がってヒトラーの除名を要求する一幕もあった。
しかし1926年2月14日には今度はヒトラーが自分の影響力が強いバンベルクで反撃の会議を招集した（バンベルク会議）。ここでヒトラーは「皇室財産没収を主張する者は銀行や取引所に巣くっているユダヤ人の財産は没収しようとしない嘘吐きである」と断じたうえで「旧諸侯には彼らの権利に属さない物は何一つ渡してはならない。だが、旧諸侯に属する物を不当に奪うこともまた許されない。党は私有財産制と正義を擁護するからだ」と論じた。さらに新綱領案についても一条ずつ批判を加えていき、最後には「（現行党綱領は）我々の信仰、我々の世界観の創立証書である。これに揺さぶりをかけることは、我々の理念を信じて死んでいった人々に対する裏切りを意味する」と結んだ。ゲッベルスの日記によれば、これに対してシュトラッサーは不手際な反論しかできなかったという。
さらに1926年3月9日にシュトラッサーは自動車事故で重傷を負い、長期入院した。ヒトラーはこのシュトラッサーの不在を好機として、5月22日にビュルガーブロイケラーで党員総会を招集して自分にすべての大管区指導者の任免権を認めさせた。さらにヒトラーはシュトラッサーを見舞い、エッサーに代わって党宣伝全国指導者に任じるので北ドイツ大管区活動協同体は解体してほしいと頼んだ。シュトラッサーはこれに同意し、1926年7月1日に北ドイツ大管区活動協同体を解散させた。これによりヒトラーのナチ党完全支配体制が確立した。

### 党中央

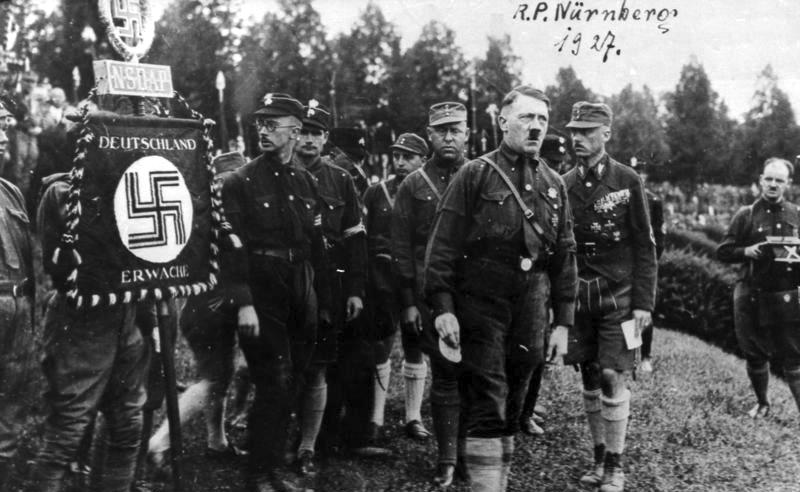
1927年のナチ党党大会。ヒトラーの左後の人物が宣伝全国指導者シュトラッサー。突撃隊最高指導者フランツ・プフェファー・フォン・ザロモンや宣伝全国指導者代理ハインリヒ・ヒムラーの姿も見える。

1926年10月中旬にヒトラーより宣伝全国指導者 (Reichspropagandaleiter) に任命された。1928年3月31日に国会が解散されて選挙戦に突入するとヒトラーは自ら宣伝全国指導者を兼務したので、代わってシュトラッサーは組織全国指導者 (Reichsorganisationsleiter) に就任した。さらに1930年7月18日に国会が解散されて選挙戦に突入すると組織全国指導部は二つに分けられた。プログラムをナチスの世界観に基づいて立案する部署が第二組織全国指導部として独立し、シュトラッサーの友人のコンスタンティン・ヒールルに任された。政権批判、時事問題の処理、戦術の決定などはシュトラッサーの第一組織全国指導部が担った
シュトラッサーは、反対を押し切って党の組織強化を行い、組織者として優れた能力を発揮した。大管区の権限を党中央に移す中央集権化、党内の組織化・効率化を推し進めた。シュトラッサーは州監察官と全国監察官の制度を作り、大管区ごとに配置させ、州議会選挙や国会選挙での立候補者をコントロールした。
国会でも積極的な活動を行い、党内外でシュトラッサーの評価は高まった。1930年の国会選挙でナチ党が勝利するとナチ党と接触しようという外部組織・政党が増え、シュトラッサーはそうした勢力から重要な交渉相手とみなされた。
1931年初頭までのシュトラッサーはヒトラーに次ぐナチ党のナンバー2であった。しかし1930年7月に急進的な社会主義者だった弟オットーがヒトラーとナチ党の党指導に反発して離党したことによりシュトラッサーも党内の立場を悪くした。さらに1931年初頭にスキー事故で長期療養したために党内での影響力をさらに低下させて、ヘルマン・ゲーリング、ゲッベルス、エルンスト・レームの3人とナンバー2をめぐって争うレベルの権力者に落ちた

### 辞職

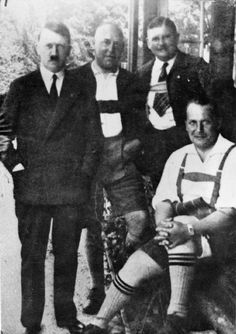
1932年、ベルヒテスガーデン。左からヒトラー、シュトラッサー、レーム、ゲーリング

ナチ党は1932年12月に成立したクルト・フォン・シュライヒャー内閣に野党の立場をとっていたが、シュトラッサーはナチ党の負債が巨額になっており、選挙資金は枯渇し、まともな選挙運動はほとんどできないことを気にかけていた。実際、その影響で1932年11月の国会選挙でもナチ党は得票を後退させ、12月4日のテューリンゲン州州議会選挙では前回選挙と比べて40%もの得票を失うという大惨敗を喫した。すぐに入閣せねばナチ党運動が瓦解すると考えた。
こうした中、シュトラッサーはシュライヒャー首相から副首相兼プロイセン首相としての入閣を打診された。シュトラッサーはヒトラーに入閣の必要性を訴え、説得を図ったが、ヒトラーはこれを認めなかった。ヒトラーは12月7日にナチス国会議員を集めて、シュトラッサーの行動を「党内分裂行動」「最終的勝利5分前で私の背中を刺す行為である」として弾劾した。シュトラッサーは彼の部下である全国監察官や州監察官からの慰留を無視して、12月8日には党の役職全てを辞した
ヒトラーはシュトラッサーの権力の源泉だった中央集権的な全国監察官制度を廃止し、大管区指導者を直接自分に従属させた。

### 粛清
1933年1月30日にヒトラー内閣が成立すると、オットーは国外に亡命したが、グレゴールはドイツ国内に留まった。1934年6月、ヒトラーが突撃隊問題に悩まされている頃、ヒトラーは内閣改造を考えていたといわれ、シュトラッサーを呼び戻して内相か経済相として入閣させる計画があったという。その兆候は1934年6月23日にヒトラーが党員番号6番の黄金ナチ党員バッジをシュトラッサーに贈ったことに表れていた。
そのため突撃隊粛清の準備を進めていたゲーリングとヒムラーは、シュトラッサーを危険視して彼も一緒に殺害することを決意した。
1934年6月30日の長いナイフの夜事件の際にシュトラッサーはヒムラー指揮下のゲシュタポによって拉致された。その2時間後、親衛隊員により刑務所内で射殺された。公式には「自殺」と発表された。

## 人物
ナチス左派の代表格として知られるが、彼は弟のオットーとは違って、党首であるヒトラーの決定を絶対と考えており、公然とヒトラーに抵抗することはなかった。むしろグレゴールは党を割ってでも社会主義政策を押し通そうとするオットーの方に批判的であった。

## 関連作品
- 戯曲『わが友ヒットラー』（三島由紀夫）
- 劇画『ヒットラー』(水木しげる)